# Vulcano (araldica)
In araldica il vulcano simboleggia di passioni roventi e fede irresistibile.
Può essere rappresentato vampante o spento.

Nel capo di verde, tre vulcani, quello centrale vampante e i due laterali spenti (Saint-Denis, Riunione)
Tre vulcani di nero orlati d'argento, vampanti d'argento ripieno di rosso (Territorio della Kamčatka)
Tre vulcani nello stemma della Costa Rica